# Laudo White
O Laudo White foi uma sentença arbitral limítrofe proferida em 12 de setembro de 1914 pelo então presidente da Suprema Corte dos Estados Unidos, Edward Douglass White, na cidade de Washington (Estados Unidos) com o objetivo de resolver o diferenças fronteiriças entre as Repúblicas da Costa Rica e do Panamá.
Após examinar a documentação apresentada pelas partes ao governo estadunidense, White emitiu sua decisão arbitral em 12 de setembro de 1914, definindo o limite comum da seguinte forma:
A demarcação do Laudo White foi rejeitada pelos panamenhos, pois através dela o disputado cantão de Talamanca e sua capital, Sixaola, foram transferidos para a Costa Rica. Além disso, o Panamá perdeu uma porção considerável da costa marítima do Mar do Caribe. Após a decisão, a República da Costa Rica decidiu executar as disposições do Laudo White, ocupando a região de Coto. Essa ação causou desconforto ao Panamá, dando início à Guerra de Coto, em 21 de fevereiro de 1921.